# Sėdz'va
La Sėdz'va (in russo Сэдзьва?) o Soz’va (Созьва) è un affluente di destra della Pečora. Scorre nel Ust'-Cilemskij rajon e nel territorio della città di Usinsk della Repubblica dei Komi, in Russia.
Il fiume ha origine all'estremità orientale dell'altopiano Sindzebmusjur e scorre inizialmente in direzione nord attraverso un'area disabitata della taiga. Raggiunto il Circolo polare Artico, vira bruscamente verso ovest per poi scorrere quasi parallelo ad esso, attraversandolo più volte. Il letto del fiume scorre allora attraverso una foresta-tundra molto paludosa. Ha una lunghezza di 215 km; l'area del suo bacino è di 2 430 km². Sfocia nel la Pečora a 267 km dalla foce. L'affluente maggiore è il Čërnyj Ručej (lungo 76 km) proveniente dalla sinistra idrografica.